# Lasionota minor
Lasionota minor es una especie de escarabajo del género Lasionota, familia Buprestidae. Fue descrita científicamente por Solier en 1849.

## Distribución geográfica
Habita en el Neotrópico.